# Ваздухопловна база Тиндал
Ваздухопловна база Тиндал (енгл. Tyndall Air Force Base) је база америчког ратног ваздухопловства и пописом одређено насељено место у америчкој савезној држави Флорида.

## Демографија
По попису из 2010. године број становника је 2.994, што је 237 (8,6%) становника више него 2000. године.
| Група             | 2000.         | 2010.         |
| Белци             | 1.958 (71,0%) | 1.951 (65,2%) |
| Афроамериканци    | 392 (14,2%)   | 417 (13,9%)   |
| Азијати           | 85 (3,1%)     | 72 (2,4%)     |
| Хиспаноамериканци | 228 (8,3%)    | 393 (13,1%)   |
| Укупно            | 2.757         | 2.994         |